# Kalpana Ranjani
Kalpana Ranjani (Thiruvananthapuram, 13 d'octubre de 1966 - Hyderabad, 25 de gener de 2016) va ser una actriu índia. Va actuar en 300 pel·lícules en diverses llengües índies. És filla de Vijayalakshmi Nair i Chavara V.P.Nair. Es va casar amb el director cinematogràfic Anil Kumar des de 1998 al 2012. Van tenir una filla, Sreemayi. Va rebre el Premi Nacional de Cinema a la millor actriu de repartiment.
Va morir el 25 de gener de 2016 als 49 anys.

## Filmografia
Algunes de les seves pel·lícules són:
- 1976: Maa.
- 1977: Vidarunna Mottukal.[5]
- 1981: Pokkuveyil
- 1983: Manju
- 1984: Panchavadi Palam
- 1985: Ithu Nalla Thamasa
- 2011: Sankaranum Mohananum
- 2011: Salt N' Pepper
- 2011: Pachuvum Kovalanum
- 2011: Ninnishtam Ennishtam 2
- 2012: Ezham Suryan
- 2012: Vaadhyar
- 2012: Spirit
- 2013: ABCD: American Born Confused Desi
- 2014: Bangalore Days
- 2014: Kaaki Sattai
- 2015: Ennum Eppozhum
- 2015: Lavender
- 2015: Charlie